# 文山景美運動公園
文山景美運動公園，有時簡稱景美運動公園，位於臺北市文山區，為景美最大的一座公園，位於蟾蜍山南側的山腳，該地本為化學工廠，土壤曾受汞污染，整治後一度用作拖吊停車場，後改建為公園，於2007年完工啟用。文山區唯一的新石器時代遺址十五份遺址出土地點疑似位於這座公園中，園中設有十五份遺址紀念碑。

## 歷史
文山景美運動公園的用地原本是義芳化學工業股份有限公司台北廠的所在地，工廠遷移後檢測出土地受汞污染，2003年由義芳公司與臺北市政府環境保護局進行為期一年的整治後，該地暫作市警局交通大隊的拖吊停車場，在地方人士推動之下，於2006年10月開始興建公園，並於2007年8月完工、9月30日舉行啟用典禮。
2016年，臺北市政府都市發展局計劃於文山景美運動公園南側興建兩期公營住宅。

## 現況
文山景美運動公園設有舞台供社區民眾舉辦活動，並有兒童遊戲區、體健設施、具夜間照明的籃球場與PU跑道，公園與街道相連處設有迎賓廣場、種子廣場與葉子廣場等三座廣場。山腳邊設有人工的生態水池，可承接山上流下的水源而有防洪功能，有路可以連通文山森林公園，公園中央則為開闊的大草皮。

### 十五份遺址紀念碑

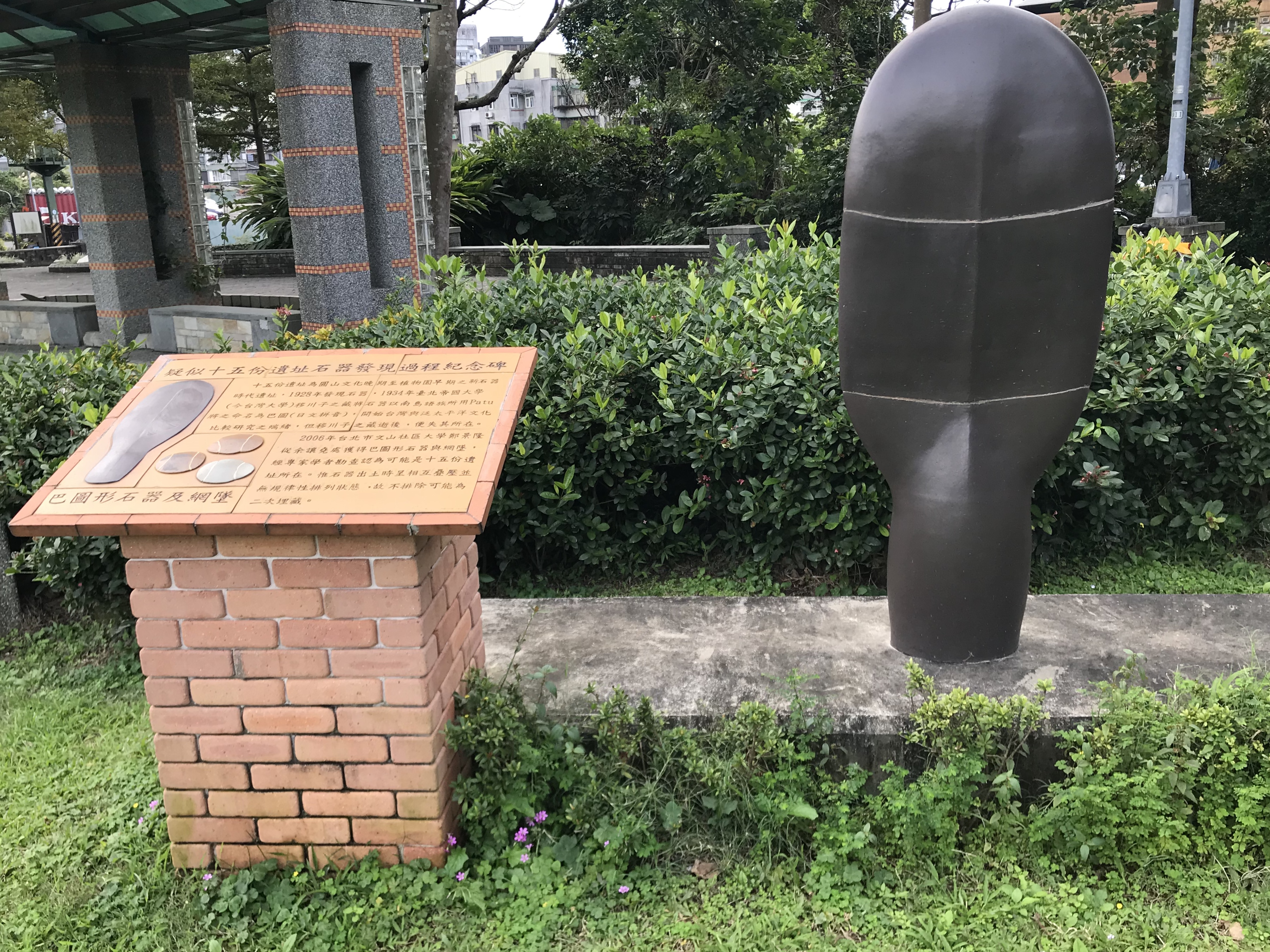
十五份遺址紀念碑與說明牌

1928年，台北帝國大學教授移川子之藏等人在此區域發現巴圖石器出土，研究後認定為新石器時代遺址，遂以當地地名將其命名為十五份遺址。移川過世後十五份遺址的地點資訊佚失，直至2006年，臺北市文山社區大學學員鄭景隆得到朋友家人種樹時，於後院（文山景美運動公園現址）挖出的若干件石器，包括巴圖石器與網墜，在社大教師與考古學者協助下，發現這些石器為十五份遺址出土。2007年9月30日，文山景美運動公園啟用當天，文山社大也前往擺攤向社區民眾介紹十五份遺址。在文山社大爭取之下，2015年，市府於公園中設立十五份遺址紀念碑，以巴圖石器為造型，另有一面文字說明牌。

## 鄰近設施
- 景美順天宮：主祀媽祖的宮廟，位於文山景美運動公園旁[10]。
- 景豐公園
- 興福庄建塚紀念碑

## 圖集

園內地圖看板
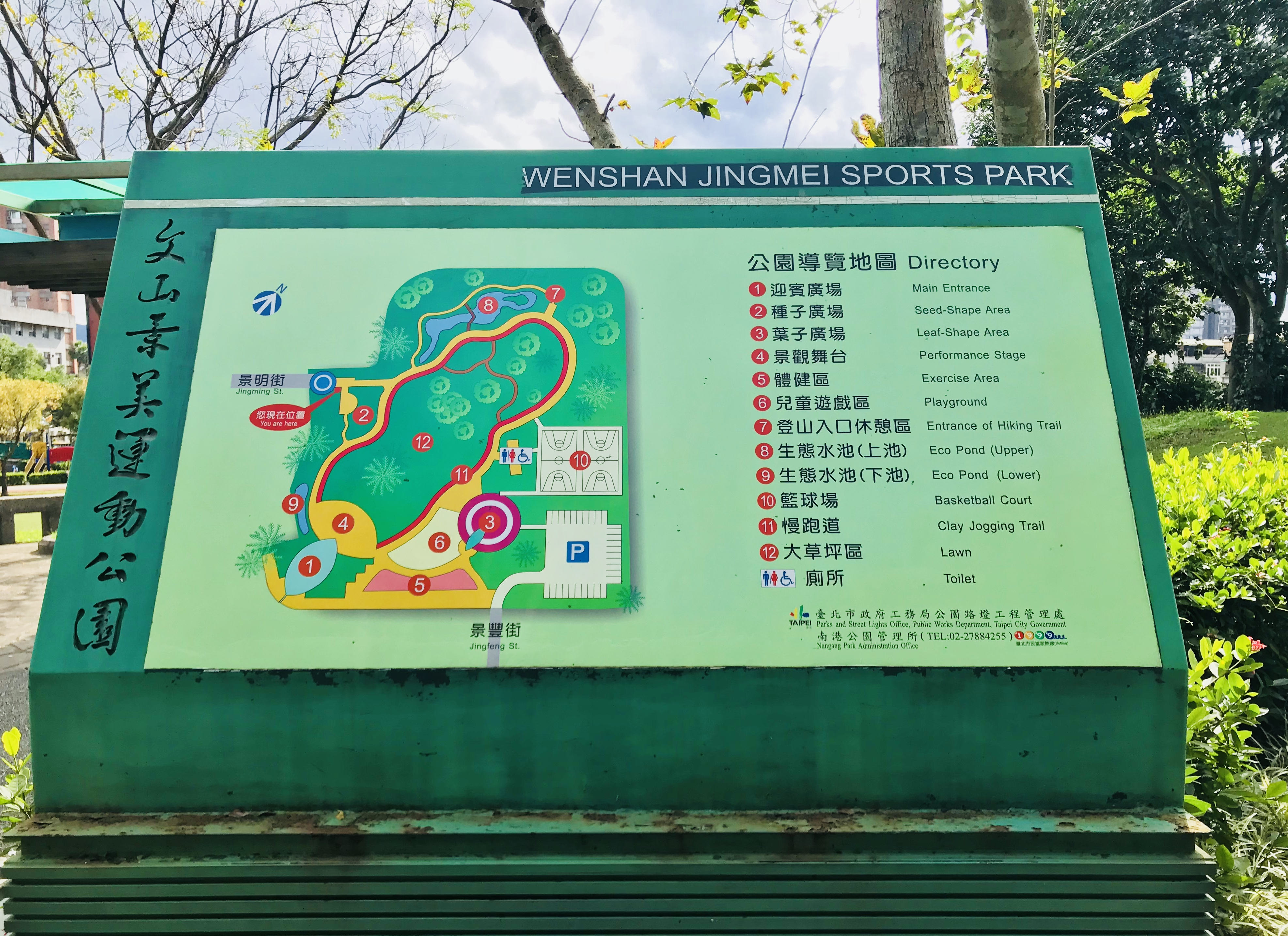
園內地圖看板（舊）
公園中央的大草皮
跑道與步道，左前方為生態水池
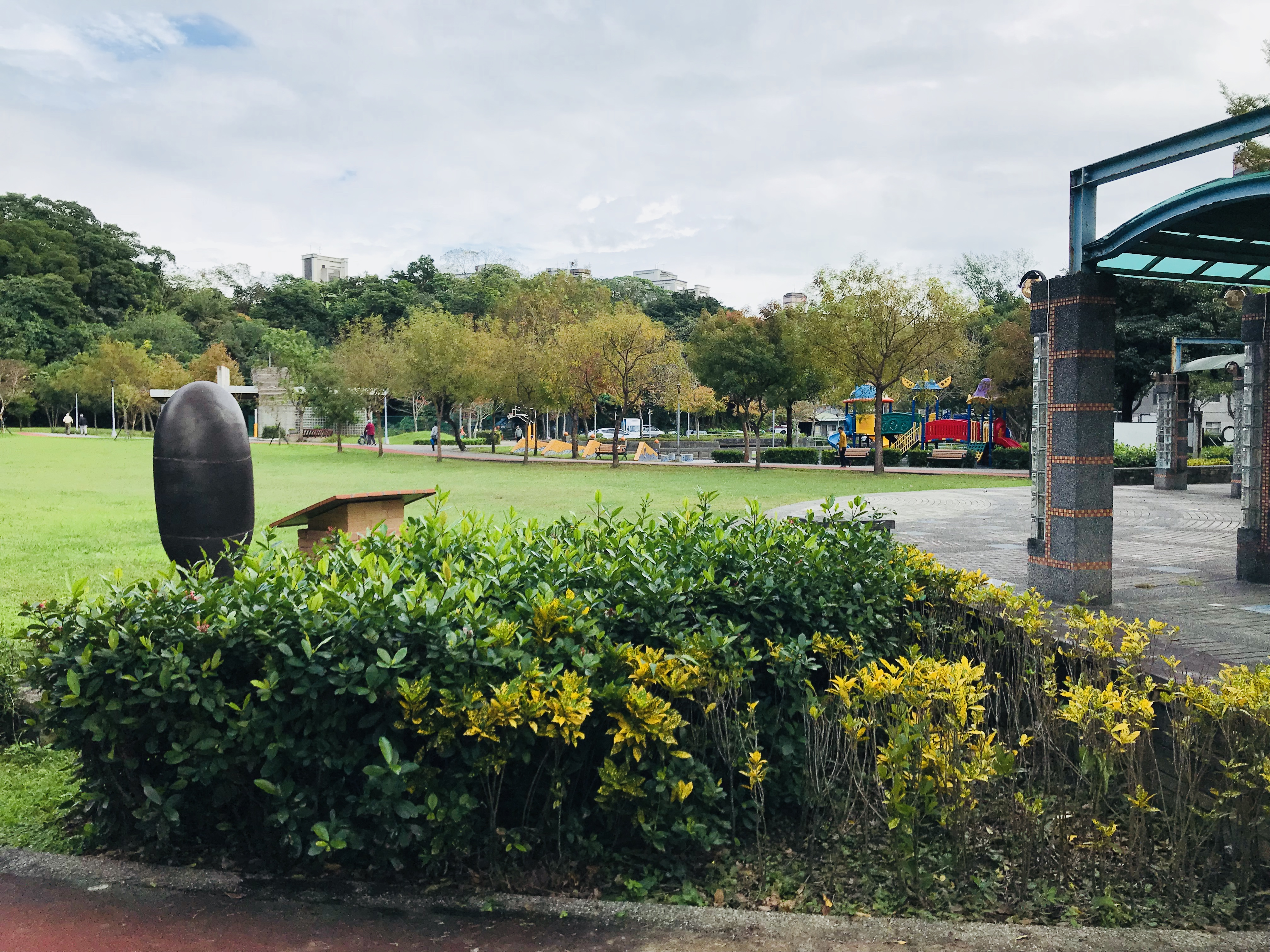
十五份遺址紀念碑與遠方的兒童遊戲區